# 1942 na literatura

## Eventos

### Literatura infantil
- Monteiro Lobato - A Chave do Tamanho

## Nascimentos
| Data           | Nome                    | Profissão                                   | Nacionalidade                  | Observações | Ref   |
| -------------- | ----------------------- | ------------------------------------------- | ------------------------------ | ----------- | ----- |
| 1 de fevereiro | Terry Jones             | ator e escritor                             | Inglaterra                     |             |       |
| 1 de abril     | Samuel Delany           | escritor de ficção científica               | Estados Unidos                 |             |       |
| 12 de maio     | Barry B. Longyear       | escritor de ficção científica               | Estados Unidos                 |             |       |
| 2 de agosto    | Isabel Allende          | escritora                                   | Chile                          |             |       |
| 1 de setembro  | António Lobo Antunes    | escritor                                    | Portugal                       |             |       |
| 8 de setembro  | Maria Lúcia Medeiros    | escritora                                   | Brasil                         |             |       |
| 11 de setembro | C. J. Cherryh           | escritora de ficção científica e fantasia   | Estados Unidos                 |             |       |
| 4 de outubro   | Eduardo Guerra Carneiro | escritor e jornalista                       | Portugal                       | m. 2004     | [ 1 ] |
| 23 de outubro  | Michael Crichton        | escritor, produtor de filmes e de televisão | Estados Unidos                 |             |       |
| ??             | Mahmoud Darwish         | poeta e escritor                            | Mandato Britânico da Palestina | m. 2008     |       |

## Mortes
| Data            | Nome                    | Profissão                                          | Nacionalidade | Observações | Ref |
| --------------- | ----------------------- | -------------------------------------------------- | ------------- | ----------- | --- |
| 23 de fevereiro | Stefan Zweig            | escritor, especialista em biografias               | Áustria       | n. 1881     |     |
| 30 de outubro   | Xavier Marques          | jornalista, político, romancista, poeta e ensaísta | Brasil        | n. 1861     |     |
| 15 de novembro  | Annemarie Schwarzenbach | escritora, jornalista, fotógrafa e viajante        | Suíça         | n. 1908     |     |

## Prémios literários
- Nobel de Literatura - não atribuído.
- Prémio Machado de Assis - Afonso Schmidt